# Rothmans Canadian Open 1977
Rothmans Canadian Open 1977 — тенісний турнір, що проходив на відкритих кортах з ґрунтовим покриттям National Tennis Centre у Торонто (Канада). Належав до Colgate-Palmolive Grand Prix 1977 і Туру WTA 1977. Тривав з 15 серпня до 22 серпня 1977 року.

## Фінальна частина

### Одиночний розряд, чоловіки
Джефф Боров'як —  Хайме Фійоль 6–0, 6–1
- Для Боров'яка це був 3-й титул за сезон і 8-й - за кар'єру.

### Одиночний розряд, жінки
Регіна Маршикова —  Маріс Крюгер 6–4, 4–6, 6–2
- Для Маршикової це був 1-й титул за рік і 1-й — за кар'єру.

### Парний розряд, чоловіки
Боб Г'юїтт /  Рауль Рамірес —  Фред Макнеер /  Шервуд Стюарт 6–4, 3–6, 6–2
- Для Г'юїтта це був 10-й титул за сезон і 40-й - за кар'єру. Для Раміреса це був 6-й титул за сезон і 53-й за кар'єру.

### Парний розряд, жінки
Delina Ann Boshoff /  Ілана Клосс —  Розмарі Касалс /  Івонн Гулагонг Коулі 6–2, 6–3
- Для Бошофф це був 1-й титул за рік і 1-й — за кар'єру. Для Клосс це був 1-й титул за рік і 1-й — за кар'єру.